# Alpha blending
Alpha Blending или също Алфа канал е техника даваща възможност дадено изображение (или отделни области от него) да бъде определено като непрозрачно, прозрачно или полупрозрачно. В триизмерната компютърна графика това позволява да бъдат моделирани материали като например стъкло, вода и т.н. Техниката намира приложение в компютърната анимация и при разработката на игри и води до по-голямо ниво на реализъм.